# Беберталь
Беберталь (нем. Bebertal) — община в Германии, в земле Саксония-Анхальт. 
Входит в состав района Оре. Подчиняется управлению Хоэ Бёрде.  Население составляет 1653 человека (на 31 декабря 2006 года). Занимает площадь 25,97 км².
Община подразделяется на 3 сельских округа.